# (73934) 1997 SO2
(73934) 1997 SO2 – planetoida z pasa głównego asteroid okrążająca Słońce w ciągu 5,33 lat w średniej odległości 3,05 j.a. Odkryta 24 września 1997 roku.